# Marktausschöpfung
Der prozentuale Wert der Marktausschöpfung gibt an, in welchem Grad die in Frage kommenden Konsumenten eines Produkts dieses konsumieren. 
Der höchstmögliche Wert ist 100 %. Wird ein Produkt mit einer Marktausschöpfung von 50 % von zwei Herstellern zu gleichen Teilen im Markt platziert, so hat jeder dieser beiden Produzenten eine Marktausschöpfung von 25 %, allerdings einen Marktanteil von jeweils 50 %. Die Begriffe Marktausschöpfung und Marktanteil werden oft verwechselt – obwohl die beiden Werte gravierend voneinander abweichen können.